# Alvia

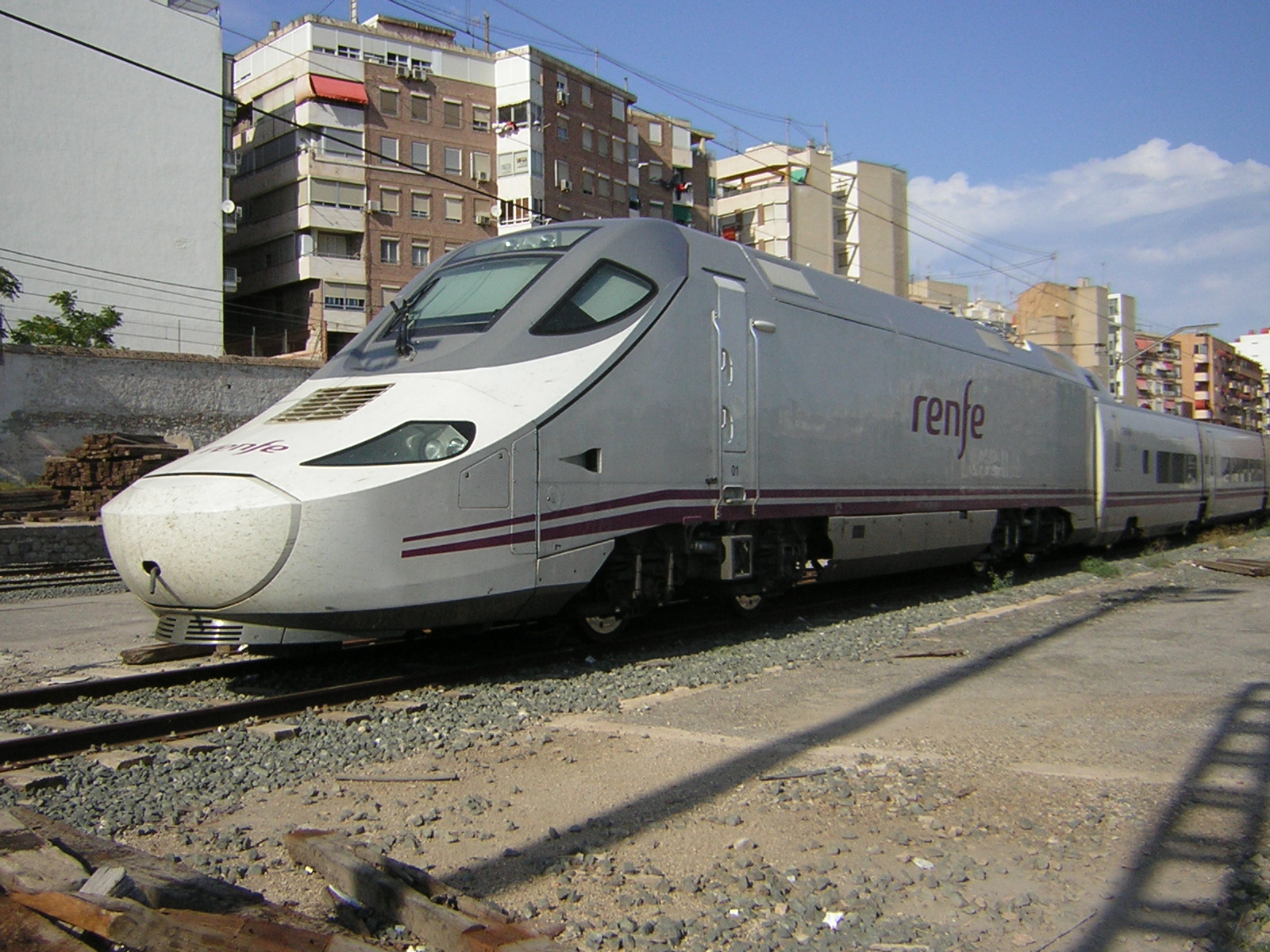
Tren RENFE Class 130 în stația CF Alicante.

Alvia este un tren de mare viteză din Spania utilizat de RENFE pentru servicii de lungă distanță. Trenul folosește ecartamentul standard cât și pe cel iberic. Trenurile care merg exclusiv pe șine de mare viteză sunt numite AVE sau Avant.
În martie 2009 erau folosite trenuri RENFE Class 120 (Sepia) și RENFE Class 130 (Talgo 250).

## Legături externe
- RENFE Alvia es